# إينديبورغا دابكنايته
إينديبورغا إدموندوفنا دابكنايته (من مواليد 20 يناير 1963) ممثلة مسرحية وسينمائية ليتوانية، معظم ظهورها كان في الأفلام الروسية. فازت بجائزة نيكا لأفضل ممثلة عام 1994.

## نشأته
ولدت إينديبورغا في فيلنيوس، ليتوانيا الاشتراكية السوفيتية، الاتحاد السوفيتي. كان والدها دبلوماسيًا وكانت والدتها تعمل في مجال الأرصاد الجوية. عمل والداها لسنوات عديدة في موسكو، ورأتهما فقط في أيام العطلات. وقد رعاها أجدادها وعمها وعمتها، الموسيقيون في أوركسترا المسرح، أثناء غياب والديها لفترة طويلة.

## روابط خارجية
- إينديبورغا دابكنايته على موقع IMDb (الإنجليزية)
- إينديبورغا دابكنايته على موقع ألو سيني (الفرنسية)
- إينديبورغا دابكنايته على موقع أول موفي (الإنجليزية)
- إينديبورغا دابكنايته على موقع قاعدة بيانات الأفلام السويدية (السويدية)
- إينديبورغا دابكنايته على موقع قاعدة بيانات الفيلم (الإنجليزية)
- إينديبورغا دابكنايته على موقع كينوبويسك (الروسية)